# Росалия (певица)
Росалѝя Вила Тобеля (на испански: Rosalia Vila Tobella), известна като Росалѝя, е испанска певица, актриса и композитор родена в Барселона.
Първоначално известна със своите съвременни интерпретации на фламенко музика, Росалия получава международно внимание след няколко сътрудничества с артисти като Били Айлиш, Джей Балвин, The Weeknd, Bad Bunny, Джеймс Блейк, Daddy Yankee, Травис Скот, Lil Baby и Фарел Уилямс. Тя получава различни отличия, включително осем латински награди Грами и награда Грами.

## Живот и кариера

### 1993 – 2016: Ранен живот и кариера
Росалия е родена на 25 септември 1993 г. Започва професионалното си музикално образование на 16-годишна възраст в Taller de Músics в Барселона, Испания. Тя започва да посещава клас в училището Равал. Поради високите си оценки и многобройните препоръки, тя се прехвърля във Висшето музикално училище в Каталуния, за да завърши курса си.
На 15-годишна възраст се състезава в телевизионното шоу Tú sí que vales, въпреки че не достига до финал. През 2012 г. тя сформира фламенко групата Kejaleo, с Джорди Франко, Роджър Блавия, Кристо Фонтецила, Диего Кортес и Хави Турул, където е вокалистка. Те издават албум, Alaire, през 2013 година. През същата година Росалия работи като дует с Хуан „Чикуело“ Гомес на Международния филмов фестивал в Панама през 2013 г. и на фестивала Grec de Barcelona за съвременната танцова творба De Carmen. През 2013 г. тя участва в конференцията на Асоциацията на специалистите по сценични изкуства (APAP) в Ню Йорк и беше водещ глас в кулминацията на Año Espriu 2014 в Palau de la Música. През 2015 г. тя си сътрудничи с La Fura dels Baus в шоу, премиерно в Сингапур. Тя е била на откриването на каталунския фламенко художник Мигел Поведа, придружена от Алфредо Лагос, на Международния музикален фестивал на кадакета, а също и на джаз фестивала в Херес през 2016 г. Тя работи с Росио Маркес по представянето на нейния албум El Niño, продуциран от Раул Рефре, на Primavera Sound 2015. През 2015 г. тя също работи с марката за облекло Desigual и изпява сингъла за техния джингъл за кампанията през 2015 г. „Last Night Was Eternal“. Същата година тя издава „Un Millón de Veces“. Песента става част от албума на бенефиса Tres Guitarras Para el Autismo. Всички приходи са използвани за проучвания за аутизма. През тийнейджърските си години и началото на двадесетте години тя пее в музикални барове и на сватби. На 20 работи като учител по фламенко.
През 2016 г. тя си сътрудничи с испанския рапър и неин бивш приятел Тангана в Antes de Morirme. Песента влиза в испанската класация за сингли през 2018 г., след успеха на другата работа на Росалия. Сътрудничеството получи международно внимание, като беше представено в саундтрака на първия сезон на испанското шоу Netflix Елит (2018).

### 2016 – 2017:Los Ángeles
През 2016 г. Розалия пее на Tablao del Carmen, специализирано място за фламенко в Побле Еспаньол, в Барселона. Оттогава те започват да оформят предстоящите проекти на Росалия. През 2016 г. тя разкрива пред Show Bizzness, че работи по два различни албума с Рефре. Само един от тях, Los Ángeles, в крайна сметка бива издаден. Неиздаваният албум включва парчетата „Free“ и „Call You“ и има нео-соул и електронен звук. Los Ángeles говори за смъртта по тъмен начин със сладки, но агресивни акорди за китара на Рефре. Той представя преработки на класики на фламенко, получаващи няколко отличия. Тя е номинирана за най-добър нов изпълнител на 18-те награди на латино Грами. Албумът излиза на 10 февруари 2017 г. чрез Universal Music с два сингъла, „Catalina“, издаден през октомври 2016 г. и „De Plata“, издаден през август 2017 г. Албумът бива приет много добре от критиците. Jordi Bardají написва на 1 ноември 2018 г., че записът е „един от най-големите „траверси“, които испанските списъци за продажби познават в последно време“. Los Ángeles достигна своята пикова позиция на номер девет на 11 ноември 2018 г. и оставен в класацията на албумите от влизането си, като натрупа общо 89 седмици. Лос Анджелес печели наградата „Албум на годината“ на Time Out Awards и наградата Ruido de la Prensa за най-добър национален запис, наред с други.
Росалия и Рефре тръгват на концертно турне, Los Ángeles Tour, за да популяризират първия им студиен албум заедно. Турнето започна на 11 февруари 2017 г. в Гранада и завършва на 1 март 2018 г. в Палау де ла Музика в Барселона.

### 2018 – 2020:El Mal Quererи международно признание
Росалия започва да записва песни за втория си студиен албум El Mal Querer през 2017 г. През май 2018 г. певицата обявява в YouTube заглавието на втория си студиен албум. Същия месец колумбийската регетон суперзвезда Джей Балвин издава петия си студиен албум Vibras, в който участва Росалия в парчето Brillo. На 30 май 2018 г. тя издаде водещия сингъл на албума Malamente, първата си фламенко-поп песен. Това и донася международна слава, поради раличното звучене на песента. През август Росалия бива поканена да участва на 60-ия рожден ден на Мадона в Мароко, но концерта бива отменен. Росалия изпълнява песента в няколко награди като наградите на MTV Europe Music Awards за 2018 г., както и в няколко музикални фестивала и безплатен самостоятелен концерт с 11 000 посещения на Пласа де Колон в Мадрид, който завърши промоционалното ѝ турне на El Mal Querer Live. Личности като Кортни Кардашиян и Дуа Липа показаха, че оценяват новата песен на Росалия, споделяйки я в социалната платформа инстаграм. Музикален видеоклип, режисиран от Канада, е обявен за видео на годината от Pitchfork. Песента спечели пет номинации за латино Грами, от които Росалия спечели две; един за най-добра алтернативна песен и друг за най-добър градски синтез / изпълнение. „Маламенте“ е сертифициран 5 × Platinum в Испания за продажба на над 200 000 копия и също е платинен в САЩ. Вторият сингъл на албума Pienso en tu Mirá е пуснат на 24 юли 2018 г. от Sony Music. Музикалният видеоклип придобива популярност в социалните медии заради естетиката и скритите символите в него. Песента е номинирана за най-добра поп песен на наградите за латино Грами 2019. Третият си сингъл Di Mi Nombre спечели първия номер едно сингъл на Rosalía в Испания. Песента излиза на 30 октомври 2018 г. 
Росалия издава албумът El Mal Querer на 2 ноември 2018 г. и дебютира на второ място в класацията PROMUSICAE. Написана е от нея и е продуцирана съвместно с Ел Гуинчо. Албумът е представен като експериментален и концептуален, въртящ се около токсичните връзки, вдъхновен от анонимния окситански роман от 13 век „Фламенка“. Росалия разкри, че El Mal Querer всъщност е бакалавърски проект, завършващ обучение и по фламенко. Албумът също влиза в класациите в Белгия, Швейцария, Португалия и САЩ, където дебютира в горната част на класацията на US Latin Pop Albums. El Mal Querer бива приетизключително добре от музикалните критици. Главният критик на британския вестник Алексис Петридис високо оценява албума, като му дава най-високата оценка и го описа като „визитната картичка на уникален нов талант“. Той споменава вокалите на Росалия за това, че придават на албума „свежест“, отбелязвайки, че нейният стил на пеене „се корени в различна музикална традиция спрямо обичайните стилове, в които изпълняват поп вокалистите“ Pitchfork класира El Mal Querer като шестия най-добър албум за 2018 г., като Филип Шербърн прави комплимент за комбинацията от традиционни и модерни стилове и похвали гласа на Росалия, казвайки: „Независимо дали е дишащ или поясен, тя има толкова запомнящо се присъствие, тя интерпретира фламенкото по нов начин“. През октомври 2019 г. Pitchfork обяви El Mal Querer за 36-ия най-добър албум за десетилетието. El Mal Querer е номиниран за четири латино грами, (една от тях е за „Албум на годината“), награда за латино билборд музика, награда за латиноамериканска музика и награда LOS40 Music. Росалия става първата жена, получила наградата Латино Грами за албум на годината след Шакира през 2006 г. Албумът спечели „Най-добър некаталунски албум“ на наградите Enderrock, както и Premi Alicia a la Música Catalana, с което поздравява каталунските изпълнители.
През март 2019 г. премиерата на киното на Педро Алмодовар „Болка и слава“. Росалия има малка поява във филма заедно с Пенелопе Крус. Това не е първият път, в който Розалия участва в аудиовизуална продукция. През юни 2018 г. е разкрито, че тя ще пее тематичната песен за втория сезон на испанския хит Netflix шоу Paquita Salas. Епизодът във филма на Алмодовар и нейната музикална кариера ѝ носят наградата на Антонио Бандерас за сценични изкуства. Същия месец тя тръгва на първото си световно турне, El Mal Querer Tour, в подкрепа на втория си студиен албум. Турнето посещава няколко фестивала като Lollapalooza, Glastonbury и Coachella. Повече от 63 000 души наблюдават Росалия на живо в Primavera Sound, в Барселона през юни 2019 г., което го превръща в най-посещавания концерт от цялото турне. Турнето приключва на 10 декември 2019 г. в WiZink Center в Мадрид след 43 представления (12 самостоятелни дати – три от тях на арени – и 31 на фестивали).
Докато е на турне, Росалия издава няколко песни. На 28 март 2019 г. тя пуска втория си проект с Джей Балвин, Con altura. Песента получи известни критики заради градско-регетонния си звук, който бива счетен в противоречие с по-известния звук на „Росалия“ „хипнотичен фламенко фюжън“. Въпреки че някои критици не харесват песента, „Con altura“ оглави класациите в Аржентина, Колумбия, Доминиканската република, Мексико, Венецуела и Испания. Росалия изпълнява песента през цялото турне, както и на музикалните награди за латино билборд 2019. Неговият музикален видеоклип, режисиран от режисьора X, се превъръа в най-гледания музикален видеоклип от жена изпълнител през 2019 г., надминавайки „7 пръстена“ на Ариана Гранде. Той достигна милиард гледания в YouTube на 16 октомври 2019 г. Песента печели две награди на MTV Video Music за най-добро латино видео и най-добра хореография, което я прави първият испански акт, спечелил VMA. През ноември 2019 г. „Con Altura“ също спечели в категорията за най-добро сътрудничество на европейските музикални награди на MTV 2019. Песента е сертифицирана Gold в Италия, 3x Platinum в Мексико, 4x Platinum в Испания и Gold в САЩ.
Преди началото на Европейското турне за да отпразнуват една година от освобождаването на Malamente, Розалия издава песента Aute Cuture (което тя започва да пише през 2017 г.). Това носи на Розалия третия номер едно в Испания и номинация за латино Грами за Record of the Year. На 3 юли 2019 г. тя издава сингъла Fucking Money Man, който включва две парчета с тематика на парите: Milionària (която тя пее на каталунски) и Dios Nos Libre del Dinero. Първият бива нов успех, превръщайки се в четвъртата ѝ песен номер едно в Испания. На 15 август тя издава проекта си с Ozuna Yo x Ti, Tu x Mi, което те изпълняват заедно на MTV Video Music Awards 2019 и става петата ѝ песен номер едно в Испания. Песента печелидве награди, за най-добра градска песен и най-добър градски синтез / изпълнение на наградите „Латино Грами“ през 2020 г., отбелязвайки първата победа на Озуна в латино Грами. На 7 ноември 2019 г. тя пусна песента A Palé, която включва фонови вокали на Джеймс Блейк.
През ноември 2019 г. тя получи две номинации за награда Грами, включително една за най-добър нов изпълнител, ставайки първият изцяло испански-езичен изпълнител, номиниран за наградата. Месец по-късно Росалия участва заедно с Lil Baby в ремикса на Най-високото в стаята на Травис Скот. Оригиналната песен е неалбумен сингъл, но ремиксът е в компилационния албум JackBoys на Scott и JackBoys. Това бе първият път, когато песен, включваща вокалите на Росалия, влезе в класацията на Global Spotify, достигайки четвърто място. Тя също попадна на страница в календара на Pirelli за 2020 г., като става първият испански акт, който някога е правил това.
През 2020 г. Росалия продължава да работи и да разширява териториите на своята слава. На 26 януари 2020 г. тя участва на 62-ра награда Грами в Лос Анджелис, което я прави първият испански артист, които някога е участвал на гала. Тя печели наградата Грами за най-добър латино рок, градски или алтернативен албум. Три дни преди дебюта си в Грами, тя пусна Juro Que, концептуален сингъл, който връща стария ѝ звук „фламенко фюжън“. На 25 февруари 2020 г. първият от трите епизода на 10-минутния документален филм „La Rosalía“, продуциран от Billboard и Honda, излезе премиерен в YouTube. Два дни по-късно испанската продуцентска компания Канада, която също участва в продуцирането на документалния филм, разкри пред радиостанция Rac1, че са заснели музикален видеоклип в Лос Анджелис за предстоящия сингъл на Росалия. Колаборацията и с Травис Скот, озаглавена TKN, трябваше да бъде издадена през март, но беше отложено до 28 май поради пандемията COVID-19. Вместо това певицата пусна баладата Dolerme, която се надяваше, че може да накара хората да се чувстват по-добре по време на международна карантина и вкара номинация за латино Грами за най-добра поп / рок песен. След излизането си, „TKN“ отбеляза първото влизане на Розалия в американския Billboard Hot 100, дебютирайки под номер 66, както и шестия си номер едно в родната си страна и се превърна в глобален феномен на TikTok. Музикалният видеоклип към „TKN“, режисиран от Канада, спечели латино наградата „Грами“ за най-добър кратък музикален видеоклип, отбелязвайки първата по рода си победа на Грами в Скот На 22 юни Arca и Rosalía издадоха дългоочакваното си сътрудничество KLK, включено в албума на музиканта KiCk i.

## Артистичност

### Музикален стил и жанрове
След увеличаването на популярността на Росалия с излизането на „Маламенте“ през пролетта на 2018 г., музиката ѝ беше описана като „много интересно сливане на фламенко със съвременните изкуства“. Американското списание Pitchfork нарече гласа на певицата „мек течен кадиф“ и написа за песента, че „Маламенте поглъща слушателя с барабани и меки синтезатори, които ви влачат изцяло в техния свят“. След като пусна El Mal Querer през ноември 2018 г., The Guardian го вкара с 5/5 звезди и заявява: „Мощният, интелигентен втори албум на каталунската певица е по-сложен от всеки латино поп, който в момента е в класациите“. Преди това, малко след издаването на първия си студиен албум, Los Ángeles, пишейки за MondoSonoro, Yeray S. Iborra усеща, че Росалия „е представена като съвременната кантара, която е разбрала по-добре настоящите времена“. След като Росалия издава своята песен за 2019 г. Con altura, музиката на Росалия се превърна в по-градски / регеатон звук. Rolling Stone имаше да каже това за песента: „това е модерен подход по отношение на испанските песни за фламенко, вдъхновени от афро-карибските звуци; винаги шампион по междукултурни експерименти, Росалия в крайна сметка го описва като свое лично уважение към класическия регетон.“ След това издание музиката на Росалия е много по-популярна и радио-приятелска, отколкото нейните издания за 2018 г. Някои примери за това са забавната песен [[Milionària и романтичната Yo x Ti, Tu x Mi. 
Често е обвинявана за присвояване на култура от андалуския и ромския народ.

### Влияния
Розалия цитира Камарон де ла Исла, Джеймс Блейк и Ла Ниня де лос Пайнес като нейните основни музикални влияния. През януари 2019 г. тя каза пред MTV „когато бях на 13 години започнах да го слушам [Камарон де ла Исла] случайно. Тези жанрове, фламенко, бяха това, което моите приятели от гимназията слушаха, както и аз. Когато го открих, бях като „о, Боже!“ Не мислех, че някой е способен да пее с такъв глас; щеше да мине през мен толкова сърдечно. Той беше моето въведение във фламенкото. Благодарение на него открих тази огромна вселена в този музикален стил, който е почти безкраен и много вълнуващ.“ Когато я попитаха за въздействието, което Блейк оказа върху нея, тя каза: „Започнах да го слушам, когато бях в университета. Музиката му е оставила отпечатък върху мен; не само смелият характер на неговата продукция, но и нейният минимализъм и свободни структури. Когато го слушам, усещам, че си позволява много свобода. Аз лично смятам, че той не прави музика, за да угоди на никого, а само на себе си.“ Розалия си сътрудничи с Блейк по песента му Barefoot in the Park, която излезе като четвърти сингъл от албума му за 2019 г. Assume Form през април 2019 г. Розалия заявява, че е започнала да слуша друго голямо влияние в живота си, La Niña de los Peines, когато е била на 16 години. Тя заявява, че в началото не се е наслаждавала на музиката си, защото ѝ звучи като 78 RPM записи, но по-късно тя в крайна сметка оценява мелодиите си и осъзнава, че е създател, че е кантара, когато по това време повечето певци на фламенко бяха мъже. Тя каза: „Фламенкото е мъжка форма на изкуство по традиция и тя беше там, с цялото си творчество като жена. Тя стана професионалист по времето, когато това беше много необичайно“.

## Други дейности
Росалия публично се изразява в подкрепа на ЛГБТ гражданите.

## Дискография
- Los Ángeles (2017)
- El Mal Querer (2018)

## Филмография

### Филми
| Година  | Филм          | Роля    | Бележки      |
| ------- | ------------- | ------- | ------------ |
| 2019 г. | Болка и слава | Росита  | Кратка поява |
| 2020 г. | Нуеве Севиля  | Себе си | Кратка поява |

### Телевизия
| Година | Предаване                       | Роля         |
| ------ | ------------------------------- | ------------ |
| 2008   | Tú Sí Que Vales                 | Състезател   |
| 2018   | По-късно... с Jools Holland     | Изпълнител   |
| 2019   | Mixtape                         | Главен герой |
| 2020   | Austin City Limits              | Изпълнител   |
| 2020   | Savage X Fenty Show Vol. 2      | Изпълнител   |
| TBA    | Keeping Up with the Kardashians | Кратка поява |

### Музикални видеоклипове
| Година | Заглавие  | Изпълнител (и)               | Роля      |
| ------ | --------- | ---------------------------- | --------- |
| 2019   | Adore You | Хари Стайлс                  | Разказвач |
| 2020   | WAP       | Cardi B, Megan Thee Stallion | Себе си   |

### Реклами
| Година | Продукт (и)  | Марка (марки) | Роля    |
| ------ | ------------ | ------------- | ------- |
| 2020   | Air Max 2090 | Nike          | Себе си |
| 2020   | VG26 Червило | MAC козметика | Себе си |

## Турнета
- Los Ángeles Tour (2017 – 2018)
- El Mal Querer Tour (2019)